# Microsoft Expression Blend
Microsoft Expression Blend — программа от корпорации Microsoft, предназначенная для разработки дизайна веб-интерфейсов и графических настольных приложений, совмещает в себе особенности этих двух типов приложений. Интерактивный WYSIWYG-редактор для дизайна интерфейсов, основанных на XAML-приложениях, для Windows Presentation Foundation и приложения Silverlight. Входит в состав пакета графических программ Microsoft Expression Studio.
Expression Blend поддерживает WPF, в котором используется метод OpenType и ClearType, основанный на 2D- и 3D-элементах управления с аппаратным ускорением через DirectX.
20 декабря 2012 года Microsoft объявила о прекращении разработки Microsoft Expression Studio. Blend будет поставляться c Microsoft Visual Studio, начиная с выпуска 2012 Update 2.